# 志穂美悦子
志穂美 悦子（しほみ えつこ、1955年10月29日 - ）は、日本の俳優・歌手・フラワーアーティスト。
海外ではSue Shiomiの名で知られる。日本で初めて女優自らスタント・擬斗を演じ、1970年代から1980年代にかけて活躍した。ジャパンアクションクラブ（JAC）が初めて輩出した女優でもある。愛称は悦っちゃん。2024年より鬼無里 まり（きなさ まり）名義でも活動。
本名は長渕 悦子（ながぶち えつこ）。旧姓は塩見（しおみ）。岡山県西大寺市出身。身長163cm。B80cm、W60cm、H84cm（1976年2月）。

## 来歴・人物

### 生い立ち
父親が大蔵省印刷局に勤務する国家公務員の家庭に長女として生まれた。弟が一人いる。岡山市立西大寺中学校から1971年、岡山県立西大寺高等学校へ進学。子供のころから運動が得意で、中学・高校と陸上部に所属。中学時代には80メートル・ハードルで、13秒4という岡山県歴代2位の記録を残す。1968年から放映されていた『キイハンター』を観て以来、千葉真一の熱狂的ファンとなり、感化されて高校生の時に、スタントマンになりたい夢を抱く。1972年8月、千葉が主宰するジャパンアクションクラブ (JAC) を受験して合格。同年10月に上京して入会するとともに中延学園高等学校に転校し、1974年に卒業した。

### アクションスター
1973年、千葉真一主演作『ボディガード牙』で、牙直人の妹であるマキ（渡辺やよい）の擬斗の吹き替えをし、本名の塩見 悦子でデビューを果たした。『現代鬼婆考・殺愛』（1973年）で、主演・千葉（大庭しげ男）の妹・大庭しげみ役を経て、シリーズ化された『ボディガード牙 必殺三角飛び』（1973年）では、千葉の本名から「穂」を一字貰い受け、本作から芸名を志穂美 悦子にして活動し始める。芸名の名付け親は野際陽子で、「仕事で大成するには本名を崩してはいけない」という考えから、本名の読みをほぼそのまま残した芸名となった。志穂美という名前には「『志』は意志の強さ、『穂』は成長を期待、『美』は女性らしく美しく」という意味が込められているという。『キカイダー01』の第30話『悪魔? 天使? ビジンダー出現!!』（1973年）から、マリ（ビジンダーの人間の姿）役でレギュラーになった。
1974年には千葉真一主演作『激突! 殺人拳』に助演したあと、『女必殺拳』の主人公に選ばれる。日本では同年8月31日に公開され大ヒットし、千葉真一・山下タダシのカラテ映画と同様にシリーズ化された。『女必殺拳シリーズ』として、同年12月には『女必殺拳 危機一発』、翌年8月には『帰って来た女必殺拳』と封切りし、同シリーズは海外でも公開され、Sue Shihomi の異名で世界的に知名度を上げ、出世作となった。剣技だけでなく格闘をメインにし、吹き替えなしで複数作品に主演したアクション女優としては日本映画史上初の存在であり、その後も追随する存在は出ていない。
1975年には梶原一騎原作の『若い貴族たち 13階段のマキ』や志穂美の多羅尾伴内的七変化が見所の『華麗なる追跡』、翌1976年には『必殺女拳士』など主演作が相次ぎ、当時の人気スターのバロメーターであったブロマイドの売上がNo.1となり、以後数年間その地位を固守した。一方で鈴木則文は『少林寺拳法』（1975年）でそれまでのスーパーヒロインではなく、普通の女性を演じさせ、「清潔で情感豊かに演じる出色の感性がある」と評している。
千葉真一主演作『逆襲! 殺人拳』『直撃地獄拳 大逆転』（1974年）、『激殺! 邪道拳』『ゴルゴ13 九竜の首』（1977年）の助演や、テレビ映画でも『ザ・ボディガード』（1974年）、『ザ★ゴリラ7』（1975年）、『燃える捜査網』（1975年 - 1976年）、『大非常線』（1976年）にレギュラー出演し、JACにおける千葉の妹的な立場となった。その一方で、東京・下町の鉄工所を舞台に幼いときに別れた母親を迎え入れた家族の人間模様を描いた、千葉主演作の『七色とんがらし』（1976年、NET）ではホームドラマにレギュラー出演し、スタントや擬斗を演じない初めての作品は芸域を拡げる転機になった。

### バラエティ・ミュージカル
『大江戸捜査網』（1976年 - 77年）にて初の時代劇に進出。普段は自分の正体を隠して探索を行い、悪を倒す忍者集団である隠密同心・風でレギュラー出演（第159〜202話）。時代劇だが立ち回りではほとんど日本刀を使わず、蹴り技やヌンチャクで相手を倒す擬斗を披露した。同時期、ドラマ人間模様『サーカス』（1977年）、『姿三四郎』（1978年 - 1979年）、『熱中時代』（1978年 - 1979年）と『気になる天使たち』（1981年）では教師と、それまで演じてこなかった役柄で出演している。その後も運動神経を生かした仕事に多く恵まれた。
バラエティ番組では『みどころガンガン大放送』（1977年）に初出演。学園を舞台にしたドタバタ劇で志穂美は劇中で「シスター 兼 教師」で登場し、「ミニスカートでのアクション・擬斗や、歌を歌う」など違った一面を披露。独身男3人が互いの友情を深めていく『やる気満々』（1979年）や病院を舞台に大家族が繰り広げる『三男三女婿一匹III』（1979年 - 1980年）などのホームドラマにも立て続けにレギュラー出演し、アクションだけではない女優として認知されるようになった。アクションコメディの『噂の刑事トミーとマツ』（1979年 - 1981年）では、気弱な弟・トミーを叱咤激励している姉・幸子（サッチ）、『瞳の中の訪問者』（1977年）でヒロイン・片平なぎさの友人を演じた。
1978年の『柳生一族の陰謀』では千葉真一扮する柳生十兵衛の妹で男装の剣士・柳生茜に扮し、興行収入30億円以上を記録した。同作はテレビ映画化され、同年から1979年に『柳生一族の陰謀』として放送され、柳生茜を再び演じている。以降、『柳生あばれ旅』（1980年 - 1981年）の続編となる『柳生十兵衛あばれ旅』（1982年 - 1983年）でも柳生茜でレギュラー出演し、本作の主題歌「明日よ、風に舞え」も歌っている。1978年の『宇宙からのメッセージ』ではガバナス帝国の侵略を受けて追われる身となった惑星ジルーシアの王女・エメラリーダ姫、1979年には『金田一耕助の冒険』、『ピーマン80』に出演した。
1980年には『服部半蔵 影の軍団』の第9話にゲスト出演し、『影の軍団II』（1981年 - 1982年）、『影の軍団III』（1982年）、『影の軍団IV』（1985年）、『影の軍団 幕末編』（1985年）とシリーズ化されてからは、それぞれ役名が代わりながらも主要人物として出演していく。同年、JACの弟分・真田広之の初主演作『忍者武芸帖 百地三太夫』で主人公・鷹丸に加勢する中国の女拳士・愛蓮を、1981年にも真田主演の『吼えろ鉄拳』に助演し、真田の姉役として盲目のカラテの達人を演じる。この頃には千葉真一の主演作『冒険者カミカゼ -ADVENTURER KAMIKAZE-』にカメオ出演するなど、JAC が関わる作品ではサポートへ回る配役が多く、真田に続くJACの若手ホープ・黒崎輝主演の『伊賀野カバ丸』（1983年）、『コータローまかりとおる!』（1984年）にも応援出演。
1981年には『魔界転生』を演劇化した『柳生十兵衛 魔界転生』で天草四郎時貞を演じ、同時上演ではJAC創立からの物語である『スタントマン物語』にも出演。ミュージカルでは、1982年から1985年までJAC総出演の『ゆかいな海賊大冒険』、『酔いどれ公爵』や、水曜ロードショー特別企画として放映されたJAC 総出演の『素晴らしきサーカス野郎』（1984年）にも出演。『蒲田行進曲』（1982年）では本人役で友情出演し、『里見八犬伝』（1983年）に八犬士の一人・犬坂毛野で出演。同作品は配給収入23.2億を超えるヒットをした。

### 独立
1984年には芸能界を舞台にした『ザ・オーディション』、『上海バンスキング』に出演。上海とジャズを題材とし、日中・太平洋戦争の激動の時代を生きる中国人歌手・林珠麗（リリー）を演じた。『金曜日の妻たちへII』（1984年）にレギュラー出演。サラリーマンの愛人であるスナックの店員・大石千佳を演じる。『欽ドン!良い子悪い子普通の子おまけの子』（1983年 - 1985年）に出演。『良い悪い 普通のお婆ちゃんと妻の悦ちゃん』でコントを行い、これまでのイメージを一新することとなった。
1985年にはJAC （サニー千葉エンタープライズ）より独立し、個人事務所『ハンドレット』を設立。角川春樹事務所創立10周年記念作品『二代目はクリスチャン』に主演し、つかこうへいが志穂美を念頭に原作・脚本を執筆をした作品で、教会に仕える清純なシスターが、ひょんなことからヤクザの二代目を襲名する物語である。志穂美にとっては『女必殺五段拳』（1976年）以来、9年ぶりの主演作となり、配給収入12.5億を超えるヒットとなった。アクション場面もあるが基本は耐えに耐えるシスターとしての主役であり、デビュー以来貫いてきた清純なヒロイン像の総決算ともなった。
1986年には『熱海殺人事件』では警視庁の名物刑事・二階堂部長刑事の10年来の愛人で女刑事・水野朋子をコミカルに演じる(ここでも取調室での会話劇の中に唐突な形でアクション場面が用意される)など幅広い役柄をこなした。

### 結婚・引退
1986年6月から『親子ゲーム』で、元暴走族でラーメン屋を営む青年（長渕剛）と同居する恋人を演じた。撮影中に左手小指の付け根を骨折し、長渕が病院に付き添ったことから親密となる。不器用ながらもお互い魅かれ合っていくカップルが描かれた『男はつらいよ 幸福の青い鳥』（1986年）でも長渕と共演、この頃には公に親密に交際を育んでいることを双方とも認めている。1987年8月29日に長渕と結婚。入籍のみで済ますつもりだった長渕だが、初婚なので「芸能人としてでなく、普通の人としてひっそり式を挙げたい」という希望から、9月17日に師匠・千葉真一が修行した寺の近くにある奈良県天川村の天河大弁財天社にて、双方の両親と親しい知人のみの参列を前に式を挙げた。長渕の意向で芸能界を引退し、「クセのある男なので専業主婦したい」と芸能活動を休止した。1988年3月17日に長女・文音を授かったのを皮切りに、長男・WA航RU（ヒップホップミュージシャン）、次男・長渕蓮らの娘・息子がいる。以後実業家としても活動し、本名で長渕剛の個人事務所『Office REN』の代表取締役社長も務めていた。
1996年8月7日には二人が結ばれるきっかけとなった『男はつらいよ』シリーズの主人公・寅さんを演じる渥美清の訃報が報道され、長渕・志穂美夫妻の連名入りで渥美への追悼詩を寄せた。2002年には前年から始めた趣味のマラソンをきっかけに、月刊誌の『ランナーズ』誌上にて対談「悦ちゃんといっしょに話走（はなそう）」が連載開始。2006年、長渕の父が死去した際には葬儀に参列し、報道された。

### フラワーアーティスト
2011年11月20日、長渕が経営する自由が丘に在るカフェの『ROCK ON』の特別企画に賛同し、東日本大震災の復興支援・チベット難民キャンプ支援としてフラワーアレンジメントの写真集『Flower Arrangement INSPIRE 〜いちかばちか〜』を自費出版で発売。それに伴い、約5年ぶりに公の場に姿を現し、握手会とサイン会を催した。なお、売上金は全額寄付されるという。
2013年2月16日、西大寺会陽のRSKラジオに、12月18日には『はなまるマーケット』にそれぞれゲストで招かれ、27年ぶりのテレビ出演となり、女優時代の回想やフラワーアーティストとしての活動を語った。
2017年1月10日、『徹子の部屋』に31年ぶりに出演、近況などを語った。同番組ではゲストのイメージに合わせた生け花やフラワーアレンジメントを専属のスタッフが用意し配置するセットを常としているが、当日は近年「花活動家」として活躍している志穂美自らが活けた“再会”と題した作品を使用した。
2021年9月17日、『あさイチ』に出演。近況、出演者と体操、フラワーアレンジメントなどを行った。

### 歌手活動再開
2024年5月13日、シャンソン歌手・鬼無里まり（きなさ まり）名義でデビューすることが発表された。「鬼無里」は長野の地名（鬼無里村）、「まり」は初のレギュラー「キカイダー01」の役名「ビジンダー・マリ」から拝借している。
2024年6月9日、音楽評論家の湯川れい子が実行委員長を務めるイベント「エターナルソング・コンテスト」に出演、受賞曲他1曲を歌いデビュー。同年11月27日、日本シャンソン協会主催「日本シャンソンコンクール」に出場、『赤いポスター』を歌い優秀賞を獲得。2025年3月13日、日本シャンソン・カンツォーネ振興協会主催「第11回東日本JCCプラチナコンクール」において『Più su』（ピュースー）を歌い歌唱賞を獲得。同年5月4日、初のソロライブ「『ChansoniX』〜Un 1〜」をJZ Brat SOUND OF TOKYOにて開催した。同年5月6日、日仏文化サロン主催「第12回東京シャンソンコンクール」にてグランプリを獲得した。

## 出演
☆太字は主演作品。

### 映画
- ボディガード牙シリーズ
  - ボディガード牙（1973年） - マキ（渡辺やよい）の吹き替え ※塩見 悦子名義
  - ボディガード牙 必殺三角飛び（1973年） - マキ
- 殺人拳シリーズ
  - 激突! 殺人拳（1974年） - 志堅原奈智
  - 逆襲! 殺人拳（1974年） - 火鳳
  - 子連れ殺人拳（1976年） - 漁師 ※ノンクレジットのカメオ出演
- 女必殺拳シリーズ - 李紅竜
  - 女必殺拳（1974年）
  - 女必殺拳 危機一発（1974年）
  - 帰って来た女必殺拳（1975年）
- 直撃地獄拳 大逆転（1974年）
- 少林寺拳法（1975年） - 友田美穂
- 若い貴族たち 13階段のマキ（1975年） - 日向真樹
- 華麗なる追跡（1975年） - 矢代忍
- 新幹線大爆破（1975年） - 電話交換手
- けんか空手 極真拳（1975年） - 芸者 ※ノンクレジットのカメオ出演
- 激突! 合気道（1975年） - 尾崎早苗
- 必殺女拳士（1976年） - 桧垣由美
- 女必殺五段拳（1976年） - 中川菊
- お祭り野郎 魚河岸の兄弟分（1976年）
- 激殺! 邪道拳（1977年） - 梨花
- ゴルゴ13 九竜の首（1977年） - 林玲
- BLACK JACK/ 瞳の中の訪問者（1977年） - 南部京子
- 柳生一族の陰謀（1978年） - 柳生茜
- 宇宙からのメッセージ（1978年） - エメラリーダ
- 金田一耕助の冒険（1979年） - 隣人
- ピーマン80（1979年） - 山口志保 ※『明日の刑事』の役で出演
- 忍者武芸帖 百地三太夫（1980年） - 愛蓮
- 月光仮面（1981年） - 巻村幾子
- 吼えろ鉄拳（1981年） - 日野原千尋
- 冒険者カミカゼ -ADVENTURER KAMIKAZE-（1981年） - ソムリエール ※ノンクレジットのカメオ出演
- 転校生（1982年） - 大野先生
- 蒲田行進曲（1982年） - 本人 ※友情出演
- 伊賀野カバ丸（1983年） - 亜月裕子 ※特別出演
- 里見八犬伝（1983年） - 犬坂毛野
- コータローまかりとおる!（1984年） - 蛇骨会会長・紅バラ
- 上海バンスキング（1984年） - 林珠麗 (リリー)
- ザ・オーディション（1984年） - 七瀬玲子
- 二代目はクリスチャン（1985年） - シスター今日子
- 熱海殺人事件（1986年） - 水野朋子
- キャバレー（1986年） - パブのママ
- 男はつらいよ 幸福の青い鳥（1986年） - 島崎美保

### テレビ映画
- 現代鬼婆考・殺愛（1973年） - 大庭しげみ ※塩見 悦子名義
- キカイダー01（1973年 - 1974年） - マリ
- ザ・ボディガード（1974年） - 新見ジュン
- ザ★ゴリラ7（1975年） - 流矢ミチ
- 刑事くん
  - 第152話「明日へ駈ける君」（1975年） - ゆか
  - 第173話「兄の詩」（1976年） - 稲葉みき
- けんか安兵衛 第21話「梨のつぶて」（1975年） - お豆
- 燃える捜査網（1975年 - 1976年） - 白鳥アキ子
- 大非常線（1976年） - 桂木みどり
- 夜明けの刑事 第86話「地上最強のカラテ 仕組まれた殺人のワナ」（1976年）
- 大江戸捜査網 第263 - 306話（1976年 - 1977年） - 隠密同心 風（お新）
- ジャッカー電撃隊 第3話「5フラッシュ!! ほえろパンサー」（1977年） - 小野夏子
- 新・夜明けの刑事 第17話「悲恋!最強のカラテ美女」（1977年） - 志村悦子
- 明日の刑事（1977年 - 1979年) - 山口志保
- 人形佐七捕物帳 第34話「逆夢を買った女」（1977年）
- 柳生一族の陰謀（1978年 - 1979年） - 柳生茜
- 姿三四郎（1978年 - 1979年） - 門馬澄（お澄）
- 噂の刑事トミーとマツ（1979年 - 1980年） - 岡野幸子
- ザ・スーパーガール 第28話(1979年) - ノンクレジット出演
- 爆走!ドーベルマン刑事（1980年） - 五十嵐薫・特命課刑事
- 土曜ナナハン学園危機一髪「11歳のハートに滑り込め」（1980年）
- 影の軍団シリーズ
  - 服部半蔵 影の軍団 第9話「女忍びの五月闇」（1980年） - 黒文字のキララ
  - 影の軍団II（1981 - 1982年） - 椎名美里
  - 影の軍団III（1982年） - お蝶
  - 影の軍団IV（1985年） - お蓮
  - 影の軍団 幕末編（1985年） - お蓮
- 赤い稲妻 将軍吉宗の母を救え! 影の忍者軍団決死の（秘）作戦（1981年）
- 柳生あばれ旅シリーズ
  - 柳生あばれ旅 第22話「娘忍者が燃えた－関－」（1981年） - お葉
  - 柳生十兵衛あばれ旅（1982年 - 1983年） - 柳生茜
- 土曜ワイド劇場 / 瞳の中の殺意 結婚したい女（1981年）
- 天下御免の頑固おやじ 大久保彦左衛門（1982年） - お仲
- 時代劇スペシャル / 隠密くずれⅡ 地獄の子守唄（1982年） - 志津
- 斬り捨て御免! 第3シリーズ 第2話「大奥を濡らす魔性の血」（1982年） - お冴
- 水戸黄門 第14部 第3話「姫様そっくり千両役者・福島」（1983年） - 照姫・市村駒太夫（二役）
- 素晴らしきサーカス野郎（1984年） - ゆかり
- 太陽にほえろ! 第590話「怪盗107号」（1984年） - 松本圭子
- 暴れ九庵 第13話「男の命を抱いた女」（1984年） - お夕

### ドラマ
- ナショナルゴールデン劇場 / 七色とんがらし（1976年） - 竹子
- 新・河原町東入ル - 大河原夏子
  - 第19話「めぐりあったか百年目」（1977年）
  - 第20話「めぐりあったわ十年目」（1977年）
- 新伍とんでけ捕物帳（1977年） - 神崎美保
- ドラマ人間模様 / サーカス（1977年） - 足立ルリ子
- 熱中時代（1978年 - 1979年） - 小糸桃子
- やる気満々 （1979年） - 真弓
- 三男三女婿一匹III（1979年 - 1980年） - 桂つたえ
- 手錠をかけろ! 第10話（1979年） - 宇野明子
- 京舞妓殺人事件 恐怖の浮気出張（1980年）
- 一人来い二人来いみんな来い（1980年 - 1981年） - 多佳子
- 海よ愛の奇跡を呼べ 閉ざされた少年の心は甦るか?（1980年）
- 気になる天使たち（1981年） - 浜尾衿
- エプロンおばさん 第13話「噂はこわーいの巻」（1983年） - 春子
- 火曜サスペンス劇場
  - 天使の復讐（1983年） - 浅川久江
  - 暗い窓（1985年） - 岸田瑞穂
- 月曜ドラマランド
  - どきどき婦警さん（1983年）
  - 仮面の忍者 赤影（1985年） - 舞姫
- 銀河テレビ小説  / 青春前後不覚（1983年） - 胡桃沢久子
- 金曜日の妻たちへII、男たちよ、元気かい?（1984年） - 大石千佳
- 欽ちゃんファミリー時代劇スペシャル  / 俺たちの熱い風（1984年）
- 木曜ゴールデンドラマ 誘拐スクランブル（1985年）
- 翔んでる警視（1986年）
- 親子ゲーム （1986年） - 三石加代
- 敵同志好き同志（1987年） - 浅井未知
- 水曜ドラマスペシャル / それゆけ孔雀警視（1987年） - 扇野笙子
- スタンドバイミー 〜気まぐれ白書〜（1987年） - 倉田利子

### 演劇
- 柳生十兵衛 魔界転生（1981年、新宿コマ劇場） - 天草四郎 ※スタントマン物語と同時上演。第I回JACミュージカル
- スタントマン物語（1981年、新宿コマ劇場） ※柳生十兵衛 魔界転生と同時上演、第I回JACミュージカル
- ゆかいな海賊大冒険（1982年、新宿コマ劇場） - ミランダ王女 ※第II回JACミュージカル
- ゆかいな海賊大冒険（1983年、梅田コマ劇場） - ミランダ王女 ※第III回JACミュージカル
- ゆかいな海賊大冒険（1984年、新宿コマ劇場） - ミランダ王女 / クレア ※A,Bキャストで配役が分かれ、違う役を演じた。第IV回JACミュージカル
- Oh! 気分は聖xy Boy（1984年、シアターApple） - スージー、ジョージ、ハービー ※一人三役
- 酔いどれ公爵（1985年、新宿コマ劇場） - ナタリー・ガルファン ※第V回JACミュージカル
- アドベンチャー 青春の出発（1986年、新宿コマ劇場） ※スタントマン 愛の物語と同時上演。第VI回JACミュージカル。
- スタントマン 愛の物語（1986年、新宿コマ劇場） ※アドベンチャー 青春の出発と同時上演。第VI回JACミュージカル。
- じゃじゃ馬ならし（1986年、パルコ） - カタリーナ ※九月公演

### バラエティ
- みどころガンガン大放送（1977年）※バラエティ番組に初レギュラー出演
- 欽ドン!良い子悪い子普通の子おまけの子（1983年 - 1985年、CX） - 悦子の妻、良いお婆ちゃん、悪いお婆ちゃん、普通のお婆ちゃん

### 教養番組
- 美の壺 「春のフラワーアレンジメント」（2012年3月15日、NHK）
- 世界らん展日本大賞2016 (2016年2月14日、NHKBSプレミアム)
- 世界らん展日本大賞2017 (2017年2月12日、NHKBSプレミアム)

### CM
- ニットータイヤ - ニットーラジアルタイヤパンサー
- 三菱電機 - Mr.かくはん（1983年）、ファクシミリ MELFAS（1985年）、掃除機（1985年 - 1986年）
- シマヤ - だし自慢（1986年）
- 雲海酒造 - いいとも（1987年）
- 郵便局 - さくらめーる（1988年）
- 下関ボート（山口県・福岡県のみ）
- トクホン
- ケロッグ - コーンフレーク
- エッソ・スタンダード石油
- ニッカウヰスキー - Dewars（1984年）
- サンスター - アクアフレッシュ
- ニベア花王 - リベーヌ（1984年頃）

### 吹き替え
- キャノンボール（パメラ〈ファラ・フォーセット〉[29]）

## ディスコグラフィ

### シングル
| 発売日             | 規格               | 規格品番           | 面                 | タイトル                  | 作詞               | 作曲               | 編曲               |
| キャニオンレコード | キャニオンレコード | キャニオンレコード | キャニオンレコード | キャニオンレコード        | キャニオンレコード | キャニオンレコード | キャニオンレコード |
| ------------------ | ------------------ | ------------------ | ------------------ | ------------------------- | ------------------ | ------------------ | ------------------ |
| 1975年4月          | EP                 | A-254              | A                  | 13階段のマキ              | 梶原一騎           | 菊池俊輔           | あかのたちお       |
| 1975年4月          | EP                 | A-254              | B                  | 夜あけ前                  | 梶原一騎           | 菊池俊輔           | あかのたちお       |
| 1975年             | EP                 | A-279              | A                  | 影法師                    | 中里綴             | 三木たかし         | 三木たかし         |
| 1975年             | EP                 | A-279              | B                  | 白いシャツ                | 中里綴             | 三木たかし         | 三木たかし         |
| 1977年2月          | EP                 | C-37               | A                  | 恋のサタディー・ナイト    | 中里綴             | 鈴木邦彦           | 高田弘             |
| 1977年2月          | EP                 | C-37               | B                  | 誘われてYOKOHAMA          | 中里綴             | 田山雅充           | 井上あきら         |
| 1977年             | EP                 | C-76               | A                  | ふたりだけの結婚式        | 安井かずみ         | 馬飼野康二         | あかのたちお       |
| 1977年             | EP                 | C-76               | B                  | 二人の愛はしあわせ模様    | 中里綴             | あかのたちお       | あかのたちお       |
| 1982年             | EP                 | 7A-0219            | A                  | 明日よ風に舞え            | 裕木陽             | 古本鉄也           | 小笠原寛           |
| 1982年             | EP                 | 7A-0219            | B                  | 思い出 So Long            | 柳生縫之介         | 八角朋子           | 小笠原寛           |
| ジャパンレコード   |                    |                    |                    |                           |                    |                    |                    |
| 1984年11月         | EP                 | 7JAS-20            | A                  | 南のー ー砂のエア・メール | 島武実             | 井上大輔           | 新田一郎           |
| 1984年11月         | EP                 | 7JAS-20            | B                  | シングル・ルージュ        | 売野雅勇           | 井上大輔           | 新田一郎           |

#### サウンドトラック
| 発売日         | 規格           | 規格品番       | 映画             | 面             | タイトル                                  | 作詞                            | 作曲             | 編曲           |
| 日本コロムビア | 日本コロムビア | 日本コロムビア | 日本コロムビア   | 日本コロムビア | 日本コロムビア                            | 日本コロムビア                  | 日本コロムビア   | 日本コロムビア |
| -------------- | -------------- | -------------- | ---------------- | -------------- | ----------------------------------------- | ------------------------------- | ---------------- | -------------- |
| 1984年         | EP             | AH-511         | 上海バンスキング | A              | 月光価千金 Get Out And Get Under The Moon | Charles Tobias Willam Jerome    | Larry Shay       | 越部信義       |
| 1984年         | EP             | AH-511         | 上海バンスキング | B              | スゥイート・ジェニー・リー                | Walter Donaldson 和詞：堀内敬三 | Walter Donaldson | 越部信義       |

### アルバム

#### オリジナル・アルバム
| 発売日             | 規格               | 規格品番           | アルバム |
| キャニオンレコード | キャニオンレコード | キャニオンレコード | キャニオンレコード |
| ------------------ | ------------------ | ------------------ | --- |
| 1976年             | LP                 | C-3065             | 女必殺拳 志穂美悦子参上!! Side-A 1. 影法師 2. 故郷のかあさんへ 3. あなたが笑う時 4. お陽様と坊や 5. 涙が乾けば帰れない Side-B 1. 13階段のマキ 2. 拳のかたい人 3. 白いシャツ 4. ひとりぼっちの部屋 5. 恋はいたずら 6. 忘れられた世界                                                                                            |
| 1977年2月          | LP                 | AF-6013            | 恋のサタディーナイト Side-A 1. 恋のサタデー・ナイト 2. 下町にはあなたがいて 3. 二人の愛はしあわせ模様 4. ノスタルジア 5. 誘われてYOKOHAMA 6. あなたがすべてと言える時まで Side-B 1. 恋は手探り 2. 雨上がり 3. 二人だけの結婚式 4. 彼の車はオンボロ車 5. 旅の途中で 6. 金のピアス                                               |
| ジャパンレコード   |                    |                    | |
| 1983年9月25日      | LP                 | JAL-44             | スリー・ディメンション／Tree Dimension ※ オリコン最高位70位、登場回数1回、売上0.2万枚。 Side:A 1. 夢ならロマンス抱きしめて 2. ひときわオーロラ 3. ドクター教えて！ 4. 土曜の歌姫たち 5. CATCH MY CAT Side:B 1. リトル・トーキョー・スリリング 2. TWILIGHT MY DEAR 3. エトワールの伝書鳩 4. ラビリンス "迷路" 5. ガラスの向う側 |
| 1985年6月25日      | CD                 | 32JC-114           | スリー・ディメンション／Tree Dimension ※ オリコン最高位70位、登場回数1回、売上0.2万枚。 Side:A 1. 夢ならロマンス抱きしめて 2. ひときわオーロラ 3. ドクター教えて！ 4. 土曜の歌姫たち 5. CATCH MY CAT Side:B 1. リトル・トーキョー・スリリング 2. TWILIGHT MY DEAR 3. エトワールの伝書鳩 4. ラビリンス "迷路" 5. ガラスの向う側 |

#### サウンドトラック
| 発売日 | レーベル       | 規格 | 規格品番  | アルバム           |
| ------ | -------------- | ---- | --------- | ------------------ |
| 1982年 | EPIC・ソニー   | LP   | 28-3H-68  | ゆかいな海賊大冒険 |
| 1984年 | 日本コロムビア | LP   | AF-7314   | 上海バンスキング   |
| 1985年 | CBS・ソニー    | LP   | 28AH-1886 | 酔いどれ公爵       |

## 書籍

### 写真集
- 限りなきアクションへの道（近代映画社）
- 山根貞男 責任編集『女優志穂美悦子』芳賀書店、1981年12月10日。

### 著書
- Flower Arrangement INSPIRE 〜いちかばちか〜（2011年11月20日）
- Flower Fighting INSPIRE 〜いちかばちか〜（2012年05月31日）
- Flower Arrangement Works INSPIRE 3 In New York（2013年09月21日）